# Lipoinska kiselina
Lipoinska kiselina (LA, α-lipoinska kiselina i alfa lipoinska kiselina, ALA) je organosumporno jedinjenje izvedeno iz oktanske kiseline. Lipoinska kiselina sadrži dva atoma sumpora (između C6 i C8) povezana disulfidnom vezom i stoga se smatra oksidovanim molekulom (mada atomi sumpora mogu da postoje u višim oksidacionim stanjima). Atom ugljenika u C6 poziciji je hiralan, te se molekul se javlja u obliku dva enantiomera (R)-(+)-lipoinska kiselina (RLA) i (S)-(-)-lipoinska kiselina (SLA), kao i u obliku racemske smeše (R/S)-lipoinske kiseline (R/S-LA). Jedino se (R)-(+)-enantiomer javlja u prirodi i on je esencijalni kofaktor za četiri mitohondrijska enzimska kompleksa. Endogeno sintetisana RLA je esencijalna za život i aerobni metabolizam.
RLA i R/S-LA su dostupne na slobodno kao nutricioni suplementi. One su u prehrambenoj i kliničkoj upotrebi od 1950-tih za razne bolesti i poremećaje. Lipoinska kiselina je žuta čvrsta materija.

## Literatura
- Packer, Lester; Patel, Mulchand S., ур. (2008). Lipoic acid: energy production, antioxidant activity and health effects. Boca Raton: CRC Press.  1-4200-4537-7.

## Spoljašnje veze
|  | Molimo Vas, obratite pažnju na važno upozorenje u vezi sa temama iz oblasti medicine (zdravlja). |